# Christian Knorr von Rosenroth
Christian Knorr von Rosenroth (ur. 15 lub 16 lipca 1636 r. w Starej Rudnej (wówczas: Księstwo wołowskie), zm. 4 lub 8 maja 1689 r. w Sulzbach) – niemiecki dramaturg, poeta, mistyk i pisarz.

## Życiorys
Był synem śląskiego pastora, uczył się we Wschowie i Szczecinie, od 1655 do 1660 r. studiował w Lipsku (teologia, prawo, historia, filozofia, języki klasyczne i współczesne). Następnie wyjechał do Holandii, gdzie nawiązał kontakt z dysydentami religijnymi (mennonici, teozofowie oraz żydowska kabała). Osiadł w Sulzbach, gdzie jako radca dworski w 1670 r. utworzył tzw. Sulzbacher Musenhof, koło zrzeszające twórców, intelektualistów i naukowców. Korespondował z filozofką Anne Conway.
Pisał poezję, komentarze porównawcze do żydowskiego i chrześcijańskiego mistycyzmu, m.in. Kabbala Denudata, prace filozoficzne. Tłumaczył na język niemiecki dzieła włoskich, holenderskich i angielskich filozofów i uczonych. Napisał liczne pieśni i hymny kościelne, z których Morgenglanz der Ewigkeit (Jutrzenka wieczności) jest do dzisiaj śpiewana w kościołach ewangelickich. W 1677 r. napisał dramat o tematyce związanej z alchemią Conjugium Phoebi et Palladis (Ślub Phoebe i Palladisa) z okazji ślubu cesarza Leopolda I.